# Balotaszállás
Balotaszállás (en croata: Blato) es un pueblo en el condado de Bács-Kiskun, en la región de la Gran Llanura del Sur del sur de Hungría.

## Geografía
Tiene una superficie de 104,94 kilómetros cuadrados y tenía una población de 1 441 personas en 2024.